# Campionati austriaci di sci alpino 2005
I Campionati austriaci di sci alpino 2005 si sono svolti ad Altaussee, Nauders e Sankt Leonhard im Pitztal tra il 16 marzo e il 14 aprile. Il programma ha incluso gare di discesa libera, supergigante, slalom gigante, slalom speciale e combinata.
Trattandosi di competizioni valide anche ai fini del punteggio FIS, vi hanno partecipato anche sciatori di altre federazioni, senza che questo consentisse loro di concorrere al titolo nazionale austriaco.

## Risultati

### Uomini

#### Discesa libera
| Pos. | Atleta               | Nazione       | Tempo   |
| ---- | -------------------- | ------------- | ------- |
| 1    | Hans Grugger         | Austria       | 1:22,85 |
| 2    | Christoph Kornberger | Austria       | 1:22,97 |
| 3    | Andreas Buder        | Austria       | 1:23,26 |
| 4    | Werner Franz         | Austria       | 1:23,40 |
| 5    | Christoph Gruber     | Austria       | 1:23,51 |
| 6    | Klaus Kröll          | Austria       | 1:23,55 |
| 7    | Norbert Holzknecht   | Austria       | 1:23,97 |
| 8    | Patrick Staudacher   | Italia        | 1:24,06 |
| 9    | Primož Skerbinek     | Slovenia      | 1:24,14 |
| 9    | Claudio Sprecher     | Liechtenstein | 1:24,14 |

Data: 13 aprile

Località: Sankt Leonhard im Pitztal

Pista: Wildspitze

Partenza: 3 365 m s.l.m.

Arrivo: 2 775 m s.l.m.

Lunghezza: 2 291 m

Dislivello: 590 m

#### Supergigante
| Pos. | Atleta               | Nazione  | Tempo   |
| ---- | -------------------- | -------- | ------- |
| 1    | Andreas Buder        | Austria  | 1:23,64 |
| 2    | Klaus Kröll          | Austria  | 1:23,83 |
| 3    | Fritz Strobl         | Austria  | 1:24,08 |
| 4    | Matthias Lanzinger   | Austria  | 1:24,20 |
| 5    | Norbert Holzknecht   | Austria  | 1:24,27 |
| 6    | Roland Fischnaller   | Italia   | 1:24,52 |
| 7    | Cornel Züger         | Svizzera | 1:24,56 |
| 8    | Benjamin Raich       | Austria  | 1:24,77 |
| 9    | Christoph Kornberger | Austria  | 1:24,90 |
| 10   | Hannes Reiter        | Austria  | 1:25,02 |

Data: 14 aprile

Località: Sankt Leonhard im Pitztal

Pista: Wildspitze

Partenza: 3 275 m s.l.m.

Arrivo: 2 775 m s.l.m.

Dislivello: 500 m

#### Slalom gigante
| Pos. | Atleta              | Nazione  | Tempo   |
| ---- | ------------------- | -------- | ------- |
| 1    | Stephan Görgl       | Austria  | 2:05,61 |
| 2    | Mario Matt          | Austria  | 2:05,77 |
| 3    | Andreas Schifferer  | Austria  | 2:05,99 |
| 4    | Bernard Vajdič      | Slovenia | 2:06,33 |
| 5    | Dominik Gschwenter  | Austria  | 2:06,71 |
| 6    | Mario Scheiber      | Austria  | 2:06,80 |
| 7    | Philipp Schörghofer | Austria  | 2:06,87 |
| 8    | Manfred Gstatter    | Austria  | 2:06,91 |
| 9    | Martin Marinac      | Austria  | 2:06,92 |
| 10   | Peter Struger       | Austria  | 2:06,99 |

Data: 23 marzo

Località: Altaussee

Pista: Sandling

Partenza: 1 190 m s.l.m.

Arrivo: 860 m s.l.m.

Dislivello: 330 m

#### Slalom speciale
| Pos. | Atleta              | Nazione  | Tempo   |
| ---- | ------------------- | -------- | ------- |
| 1    | Mario Matt          | Austria  | 1:45,79 |
| 2    | Manfred Pranger     | Austria  | 1:46,41 |
| 3    | Marc Berthod        | Svizzera | 1:46,80 |
| 4    | Patrick Bechter     | Austria  | 1:47,55 |
| 5    | Martin Kroisleitner | Austria  | 1:47,60 |
| 6    | Pierre Egger        | Austria  | 1:47,86 |
| 7    | Urs Imboden         | Svizzera | 1:47,91 |
| 8    | Andreas Omminger    | Austria  | 1:48,08 |
| 9    | Giuliano Razzoli    | Italia   | 1:48,87 |
| 10   | Markus Maier        | Austria  | 1:48,91 |

Data: 18 marzo 

Località: Nauders

Pista: Gues

Partenza: 2 260 m s.l.m.

Arrivo: 2 060 m s.l.m.

Dislivello: 200 m

#### Combinata
| Pos. | Atleta             | Nazione |
| ---- | ------------------ | ------- |
| 1    | Romed Baumann      | Austria |
| 2    | Markus Maier       | Austria |
| 3    | Dominik Gschwenter | Austria |

Data: 18 marzo-13 aprile

Località: Altaussee, Nauders, Sankt Leonhard im Pitztal

Classifica stilata attraverso i piazzamenti ottenuti
in discesa libera, slalom gigante e slalom speciale

### Donne

#### Discesa libera
| Pos. | Atleta               | Nazione  | Tempo   |
| ---- | -------------------- | -------- | ------- |
| 1    | Christine Sponring   | Austria  | 1:29,68 |
| 2    | Katja Wirth          | Austria  | 1:29,97 |
| 3    | Elisabeth Görgl      | Austria  | 1:30,06 |
| 4    | Dominique Gisin      | Svizzera | 1:30,11 |
| 5    | Brigitte Obermoser   | Austria  | 1:30,12 |
| 6    | Michaela Kirchgasser | Austria  | 1:30,80 |
| 7    | Karin Hess           | Svizzera | 1:31,06 |
| 8    | Andrea Fischbacher   | Austria  | 1:31,10 |
| 9    | Martina Geisler      | Austria  | 1:31,38 |
| 10   | Katharina Dorner     | Austria  | 1:31,42 |

Data: 13 aprile

Località: Sankt Leonhard im Pitztal

Pista: Wildspitze

Partenza: 3 365 m s.l.m.

Arrivo: 2 775 m s.l.m.

Lunghezza: 2 291 m

Dislivello: 590 m

#### Supergigante
| Pos. | Atleta             | Nazione  | Tempo   |
| ---- | ------------------ | -------- | ------- |
| 1    | Brigitte Obermoser | Austria  | 1:29,42 |
| 2    | Christine Sponring | Austria  | 1:30,32 |
| 3    | Karin Hess         | Svizzera | 1:30,42 |
| 4    | Dominique Gisin    | Svizzera | 1:30,97 |
| 5    | Miriam Gmür        | Svizzera | 1:31,03 |
| 6    | Nicole Hosp        | Austria  | 1:31,08 |
| 7    | Daniela Zeiser     | Austria  | 1:31,22 |
| 8    | Renate Götschl     | Austria  | 1:31,26 |
| 9    | Martina Lechner    | Austria  | 1:31,56 |
| 10   | Katja Wirth        | Austria  | 1:31,62 |

Data: 14 aprile

Località: Sankt Leonhard im Pitztal

Pista: Wildspitze

Partenza: 3 275 m s.l.m.

Arrivo: 2 775 m s.l.m.

Dislivello: 500 m

#### Slalom gigante
| Pos. | Atleta               | Nazione  | Tempo   |
| ---- | -------------------- | -------- | ------- |
| 1    | Nicole Hosp          | Austria  | 2:12,85 |
| 2    | Marlies Schild       | Austria  | 2:14,40 |
| 3    | Andrea Fischbacher   | Austria  | 2:14,98 |
| 4    | Michaela Kirchgasser | Austria  | 2:15,49 |
| 5    | Eveline Rohregger    | Austria  | 2:16,01 |
| 6    | Elisabeth Görgl      | Austria  | 2:16,06 |
| 7    | Noriyo Hiroi         | Giappone | 2:16,92 |
| 8    | Kathrin Wilhelm      | Austria  | 2:17,33 |
| 9    | Michaela Dorfmeister | Austria  | 2:17,34 |
| 10   | Kathrin Zettel       | Austria  | 2:17,61 |

Data: 17 marzo

Località: Nauders

Pista: Gues

Partenza: 2 440 m s.l.m.

Arrivo: 2 060 m s.l.m.

Dislivello: 380 m

#### Slalom speciale
| Pos. | Atleta             | Nazione             | Tempo   |
| ---- | ------------------ | ------------------- | ------- |
| 1    | Elisabeth Görgl    | Austria             | 1:45,14 |
| 2    | Sabine Egger       | Austria             | 1:46,42 |
| 3    | Simone Streng      | Austria             | 1:46,86 |
| 4    | Karin Truppe       | Austria             | 1:46,90 |
| 5    | Marlies Oester     | Svizzera            | 1:47,01 |
| 6    | Katrin Triendl     | Austria             | 1:47,91 |
| 7    | Marina Nigg        | Liechtenstein       | 1:48,28 |
| 7    | Christine Sponring | Austria             | 1:48,28 |
| 9    | Michaela Nösig     | Austria             | 1:49,24 |
| 10   | Jelena Lolović     | Serbia e Montenegro | 1:49,35 |

Data: 16 marzo 

Località: Nauders

Pista: Gues

Partenza: 2 260 m s.l.m.

Arrivo: 2 060 m s.l.m.

Dislivello: 200 m

#### Combinata
| Pos. | Atleta             | Nazione |
| ---- | ------------------ | ------- |
| 1    | Elisabeth Görgl    | Austria |
| 2    | Christine Sponring | Austria |
| 3    | Verena Höllbacher  | Austria |

Data: 16 marzo-13 aprile

Località: Nauders, Sankt Leonhard im Pitztal

Classifica stilata attraverso i piazzamenti ottenuti
in discesa libera, slalom gigante e slalom speciale